# Thierry-Dominique Humbrecht
Thierry-Dominique Humbrecht (o.p.), né à Paris le 12 septembre 1962, est un religieux dominicain, écrivain, théologien, philosophe, lauréat de l'Académie des sciences morales et politiques (2006) et de l'Académie française (2016). Membre sociétaire de l'Académie catholique de France (2015).
L’Académie Française décerne à l’auteur en 2025, au titre de ses Grands Prix, le Prix du Cardinal Grente, « pour l’ensemble de son œuvre ».

## Éléments biographiques
Thierry-Dominique Humbrecht entre chez les Dominicains de la Province de Toulouse en 1985, et est ordonné prêtre en 1991. Docteur en philosophie en 2004 (thèse soutenue à l’École pratique des hautes études, Sorbonne: Théologie négative et noms divins chez saint Thomas d’Aquin (ouvrage couronné par le prix Demolombe de l’Académie des sciences morales et politiques en 2007).
Docteur canonique en philosophie en 2008 (Prix Georges Bastide de l'Académie des Sciences, Inscriptions et Belles Lettres de Toulouse, 2008), docteur en théologie en 2010 (d'État, reconnue pour l'enseignement canonique) à l’Université de Fribourg, Suisse: Trinité et Création au prisme de la voie négative chez saint Thomas d’Aquin.
Habilitation à diriger les recherches (HDR) en philosophie (soutenue en décembre 2020 à l’École pratique des hautes études, Paris), dossier comportant un mémoire inédit sur le statut de la métaphysique chez Thomas d'Aquin: Thomas d'Aquin, Dieu et métaphysique.
Il est, de 1993 à 2008 à Bordeaux, directeur des études philosophiques des étudiants dominicains de la Province dominicaine de Toulouse.
Il enseigne la philosophie et la théologie en divers lieux : Institut catholique de Paris, Institut catholique de Toulouse (professeur, 2017), Studium des Dominicains (Bordeaux), Institut Saint-Thomas-d'Aquin (ISTA, Toulouse), etc.

## Travaux
Thierry-Dominique Humbrecht collabore à diverses revues spécialisées (Revue thomiste), de vulgarisation (Communio), ou grand public (Famille chrétienne, La Nef). Il dirige aussi la collection Bibliothèque de la Revue thomiste aux éditions Parole et Silence.
Ses recherches portent sur la philosophie médiévale (saint Thomas d’Aquin, théologie négative, péché originel, théologie philosophique, statut de la métaphysique), sur des débats philosophiques contemporains (onto-théologie, herméneutique), et sur l’œuvre de l'historien-philosophe Étienne Gilson (il participe au comité scientifique de ses Œuvres complètes en préparation, chez Vrin).
Thierry-Dominique Humbrecht publie aussi plusieurs ouvrages grand public, dont une réflexion sur l’avenir des vocations en France, ou sur l’art oratoire chrétien contemporain. Il participe de temps en temps à quelques débats de société (Tribune du Figaro, FigaroVox, diverses conférences), et prêche ou intervient en de nombreuses occasions. En avril 2019, il remercie les acteurs (pompiers, personnalités politiques, donateurs) qui sont intervenus à la suite de l'incendie de Notre-Dame de Paris en déclarant : « Nous vous implorons, vous, politiques, financiers, gens de métier: sauvez Notre-Dame! Elle est entre vos mains ».

## Œuvres
- Petite théologie de poche, 101 sermons, Paris, Parole et Silence, 2002 (4e édition).
- Le théâtre de Dieu, Discours sans prétention sur l’éloquence chrétienne, Paris, Parole et Silence, 2003 (traduction espagnole, Salamanca, Editorial San Esteban, 2006).
- Lettre aux jeunes sur les vocations, Paris, Parole et Silence, 2004 (6e édition).
- La prière du pauvre, Paris, Parole et Silence, 2005.
- Théologie négative et noms divins chez saint Thomas d’Aquin, Paris, Vrin, 2006. Ouvrage couronné par l'Académie des sciences morales et politiques (Paris, Institut de France, 2006), puis par l'Académie des Sciences, inscriptions et belles-lettres de Toulouse, prix Georges Bastide (2008).
- L’avenir des vocations, Paris, Parole et Silence, 2006 (3e édition augmentée, 2017).
- Lire saint Thomas d’Aquin, Paris, Ellipses, 2007 (deuxième édition mise à jour et augmentée, 2010).
- La vocation dominicaine, Paris, Parole et Silence, 2007.
- Vocations, coffret réunissant la Lettre aux jeunes sur les vocations, L’avenir des vocations et La vocation dominicaine, Paris, Parole et Silence, 2008.
- Le bonheur d’être chrétien. 77 sermons choisis, Paris, Parole et Silence, 2008.
- (dir.) Saint Thomas d’Aquin, collection Les Cahiers d'Histoire de la Philosophie, Paris, Cerf, 2010.
- Charlotte ou le Pont des Arts, roman, Lethielleux-Parole et Silence, 2010 (3e édition, poche, 2017).
- Trinité et création au prisme de la voie négative chez Saint Thomas d'Aquin, Paris, Parole et Silence, 2011.
- L'évangélisation impertinente. Guide du chrétien au pays des postmodernes, Paris, Parole et Silence, 2012 (3e édition).
- Mémoires d'un jeune prêtre, roman, Parole et Silence, 2013 (2e édition, poche, 2017).
- Éloge de l'action politique, essai, Parole et Silence, 2015 (ISBN 978-2-8891-8447-7)[3],[4] Ouvrage couronné par l'Académie française, prix Raymond de Boyer de Sainte-Suzanne, 2016.
- L'éternité par temps de crise. 70 sermons d'espérance, Parole et Silence, 2016.
- L'avenir des vocations, Parole et Silence, 2017.
- Thomas d'Aquin, Dieu et métaphysique, Paris, Parole et Silence, 2022.
- Introduction à la métaphysique de Thomas d'Aquin, Paris, Vrin, 2023.
- En attendant le paradis. 100 méditations pour les moments perdus, Paris, Artège, 2024.
- Comme une flèche vers le ciel. 56 sermons pour fêter la restauration, Paris, Parole et Silence, 2024.

Il est également auteur de plus d'une soixantaine d'articles spécialisés.